# Malacothrix saxatilis
Malacothrix saxatilis là một loài thực vật có hoa trong họ Cúc. Loài này được (Nutt.) Torr. & A.Gray mô tả khoa học đầu tiên năm 1843.